# Хайро Улкінаку
Хайро Улкінаку (Hajrudin Pufja) (3 травня 1938, Ульцинь) — чорногорський письменник.

## Життєпис
Народився 3 травня 1938 року в сім'ї  албанця в Ульцині, тодішній частині Югославського королівства, сьогодні частина Чорногорії. Початкову школу закінчив у рідному місті. Закінчив середню школу (звичайну) в Приштині. Він навчався у Белграді за спеціальністю албанська мова та література. . Потім навчався в університеті в Приштині, Косово.
Закінчивши університет, він багато років займався освітою в Чорногорії та Косові. У 1967/1968 роках почав працювати журналістом, спочатку на «Радіо Прищина». 5 липня 1990 року він став редактором редакції дитячої програми на телебаченні Приштина. Він зробив внесок у створення літературних розділів та був членом редакційних колегій журналів: Zgjimi, GEP, Pionieri, Fati та Okarina. У даний час він є членом Ліги письменників Косово, Ліги журналістів Косово та членом Союзу албанських творців у Чорногорії.

## Творчість
Він письменник, який в основному пише прозу та вірші для дітей, де головним мотивом є море. Хайро Улькінаку — автор кількох п'єс, найвідоміша з яких — драма «Цілий світ Косова».

### Книги для дітей
- Fëmijët e detit
- Margaritarët e zinj
- Çelësi i artë
- Kolovajza e florinjtë e Hënës
- Mbrëmje pulëbardhash
- Fëmijëria në bregdet
- Gjiri i Shpresës
- Ligji i detit
- Ані, Бен, Ані
- Bukuria e detit
- Panorama e detit
- Thesari i piratëve
- Доступна антена
- Mos qaj Kestrina
- Барка мені вела
- Limani i Qetësisë
- Lulekuqet mbi banka
- Ішуллі і Гелбер
- Libri për detin 6 + 1

### Драми
- Tërë bota Kosovë!

### Наукові книги
- Deti, detarët e Ulqinit
- Detarë, peshkatarë, ulqinakë
- Detaria, detarë, dokumente
- Libri për Ulqinin dhe ulqinakët
- Глосар
- Thesar popullor